# Minister ohne Geschäftsbereich
Minister ohne Geschäftsbereich, auch Minister ohne Portefeuille, Konferenzminister oder Staatsminister, wird ein Minister genannt, der zwar Sitz und volles Stimmrecht in der jeweiligen Regierung hat, aber kein eigenes Ressort leitet.
Für die Berufung von Sonderministern kann es verschiedene Motivationen geben. Manchmal gilt es, zeitlich begrenzt, bestimmte Aufgaben auf Regierungsebene zu koordinieren, die nicht in die Ressort-Einteilung passen (etwa Rainer Eppelmann in der Regierung Modrow in Zusammenhang mit der deutschen Wiedervereinigung). Oft versucht man so auch, wichtige Parteimitglieder in die Regierungsdisziplin einzubinden. So kann man es besonders oft im Vereinigten Königreich verfolgen, wo der Premierminister diese Personen beruft, welche dann mit wichtigen Vermittlungs- und Koordinationsaufgaben betraut werden, so zum Beispiel Peter Mandelson. In wieder anderen Fällen handelt es sich um reine Ehrentitel für verdiente Persönlichkeiten. Eine besondere Bedeutung kommt den Ministern ohne Geschäftsbereich in Verfassungssystemen zu, in denen die Arbeit der Regierung vom Kollegialprinzip bestimmt wird, in denen der Ministerpräsident in der Regierung nur primus inter pares ist, also z. B. keine Richtlinienkompetenz besitzt. In derartigen Systemen kommen den Mehrheitsverhältnissen in der Versammlung der Minister (je nach Verfassung Regierung, Ministerrat o. ä. genannt) entscheidende Bedeutung zu.

## Nationales
- In der Bundesrepublik Deutschland erhält ein derartiger Sonderminister oft den Titel Bundesminister für besondere Aufgaben, in anderen Regierungen gelegentlich den Titel Staatsrat.
- In Österreich sind Art. 77 Abs. 2 B-VG folgend die Zahl sowie der Wirkungsbereich der Bundesministerien im Bundesministeriengesetz 1986 festgelegt. Art. 78 Abs. 1 B-VG besagt, dass "in besonderen Fällen [...] Bundesminister auch ohne gleichzeitige Betrauung mit der Leitung eines Bundesministeriums bestellt werden [können]". Ein besonderer Fall im Sinn des Art. 78 Abs. 1 B-VG liegt beispielsweise dann vor, wenn in einer neuen Bundesregierung (z. B. durch Teilung entstandene) neue Bundesministerien vorgesehen sind und die entsprechenden Bundesminister vorläufig als Bundesminister ohne Portefeuille angelobt werden, bis sie nach Inkrafttreten der nötigen Änderung des Bundesministeriengesetz 1986 ihr eigentliches Ressort übernehmen können. Daneben gibt es echte Minister ohne Geschäftsbereich, diese werden als Kanzleramtsminister bezeichnet, weil sie dem Kanzler direkt zur Seite stehen.
- In Großbritannien existieren einige sehr alte öffentliche Ämter, die ihre früheren Aufgabenbereiche mittlerweile verloren haben, aber weiterhin Kabinettsstatus besitzen. Diese können dann für einen Minister ohne Geschäftsbereich verwendet werden. Beispiele für solche Ämter sind der Lordsiegelbewahrer, der Chancellor of the Duchy of Lancaster und der Lord President of the Council.